# Tipula (Sivatipula) suensoniana
Tipula (Sivatipula) suensoniana is een tweevleugelige uit de familie langpootmuggen (Tipulidae). De soort komt voor in het Palearctisch gebied.